# Anh hùng Dân tộc Armenia

Huân chương Tổ quốc

Anh hùng Dân tộc Armenia (tiếng Armenia: Հայաստանի ազգային հերոս Hayastani azgayin heros) là huy chương cao quý nhất của Cộng hòa Armenia. Sắc lệnh thành lập Huân chương được ký ban hành bởi Tổng thống Levon Ter-Petrosyan vào ngày 22 tháng 4 năm 1994. Huân chương được phong tặng "cho những đóng góp đặc biệt ở tầm quan trọng quốc gia cho Cộng hòa Armenia trong viêc bảo vệ và xây dựng hệ thống nhà nước và tạo ra những giá trị quan trọng cho đất nước." Cùng với danh hiệu được trao, người nhận cò được nhận Huy chương phụng sự Tổ quốc. Giải thưởng này được tạo ra như là phần kế thừa của Armenian đối với danh hiệu Anh hùng Liên bang Sô Viết, vốn được bãi bỏ sau khi Armenia độc lập.
Người đầu tiên được nhận giải thưởng này là Catholicos Vazgen I, đứng đầu giao hội Armenian, ông nhận huân chương vào ngày 28 tháng 7 năm 1994.

## Người nhận
| Ngày                 | Người nhận            | Nghề nghiệp                  |
| -------------------- | --------------------- | ---------------------------- |
| 28 tháng 7 năm 1994  | His Holiness Vazgen I | Catholicos of All Armenians  |
| 11 tháng 10 năm 1994 | Viktor Hambardzumyan  | nhà khoa học                 |
| 14 tháng 10 năm 1994 | Alex Manoogian        | doanh nhân, mạnh thường quân |
| 20 tháng 9 năm 1996  | Movses Gorgisyan      | nhà hoạt động, chính trị gia |
| 20 tháng 9 năm 1996  | Geghaznik Mikaelyan   | quân nhân                    |
| 20 tháng 9 năm 1996  | Monte Melkonian       | quân nhân                    |
| 20 tháng 9 năm 1996  | Tatul Krpeyan         | quân nhân                    |
| 20 tháng 9 năm 1996  | Vitya Ayvazyan        | nhà hoạt động, chính trị gia |
| 20 tháng 9 năm 1996  | Jivan Abrahamyan      | quân nhân                    |
| 20 tháng 9 năm 1996  | Yura Poghosyan        | quân nhân                    |
| 27 tháng 12 năm 1999 | Karen Demirchyan      | chính trị gia                |
| 27 tháng 12 năm 1999 | Vazgen Sargsyan       | chính trị gia                |
| 27 tháng 5 năm 2004  | Kirk Kerkorian        | doanh nhân, mạnh thường quân |
| 27 tháng 5 năm 2004  | Charles Aznavour      | ca sĩ, mạnh thường quân      |
| 5 tháng 12 năm 2008  | Nikolai Ryzhkov       | chính trị gia                |